# Plante castrale
Une plante castrale est une espèce végétale traditionnellement plantée pour l'ornementation dans les parcs et jardins de châteaux et couvents, et aujourd'hui naturalisée.

## Exemples de plantes castrales

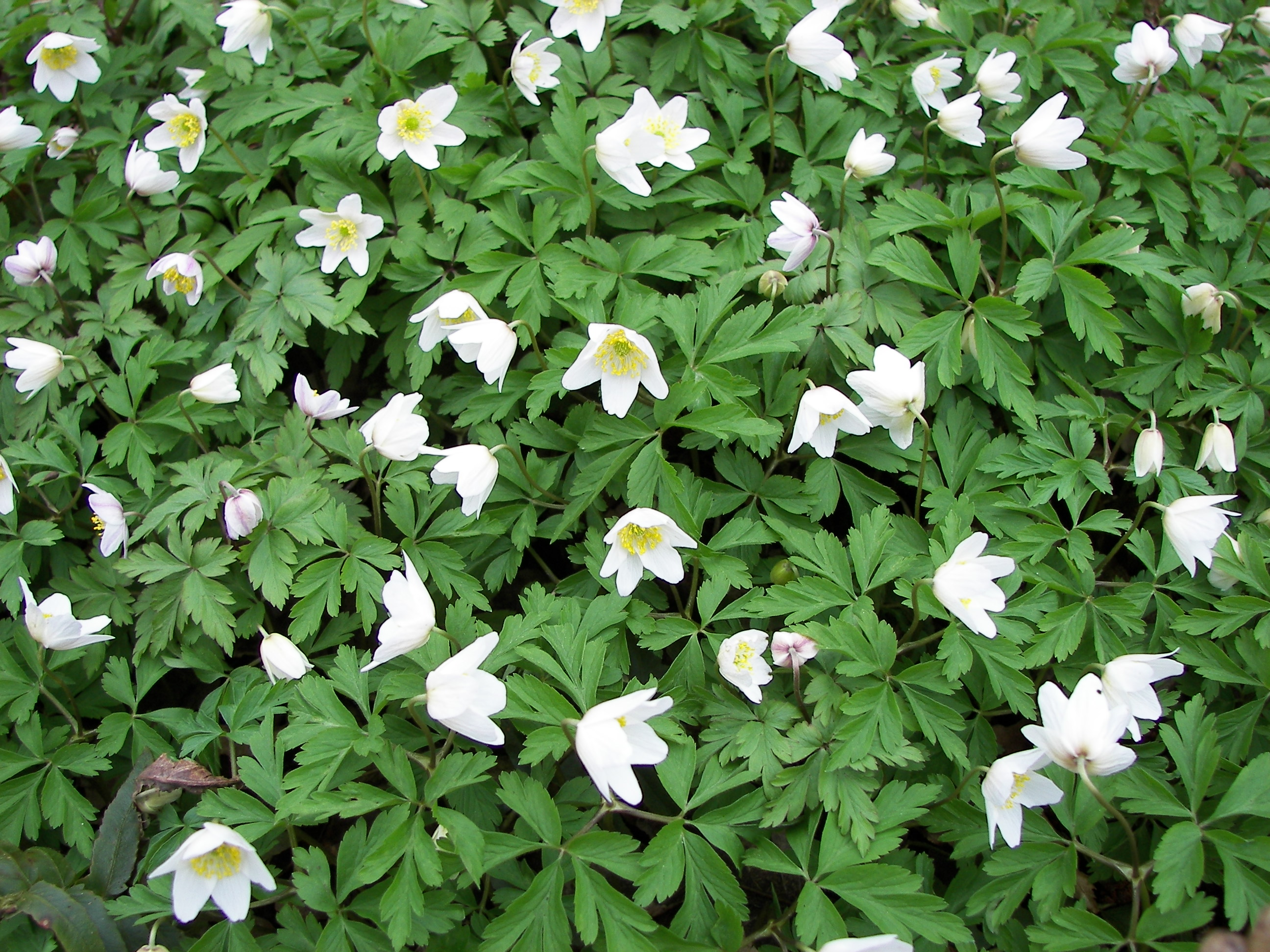
Anemone nemorosa
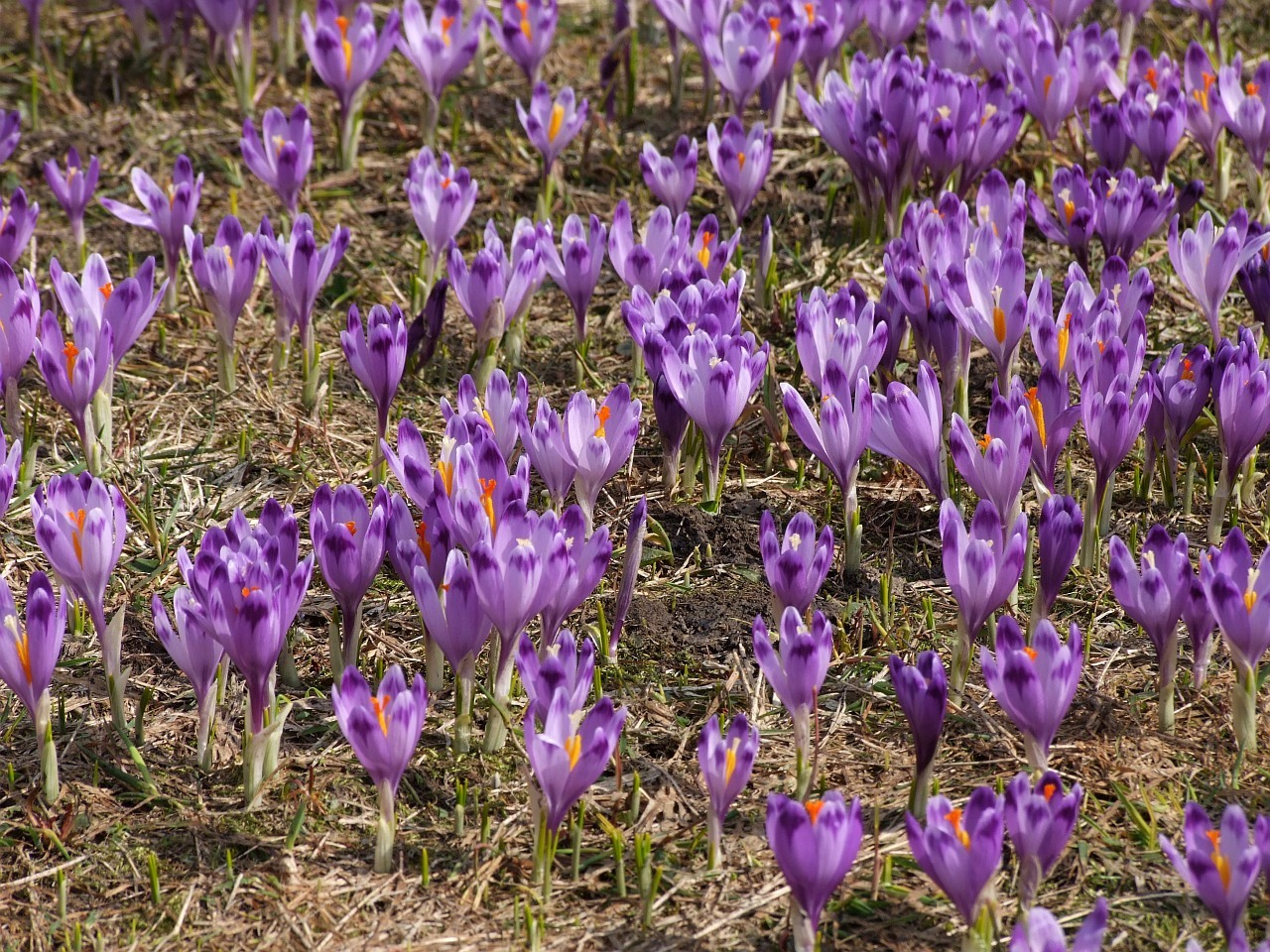
Crocus vernus
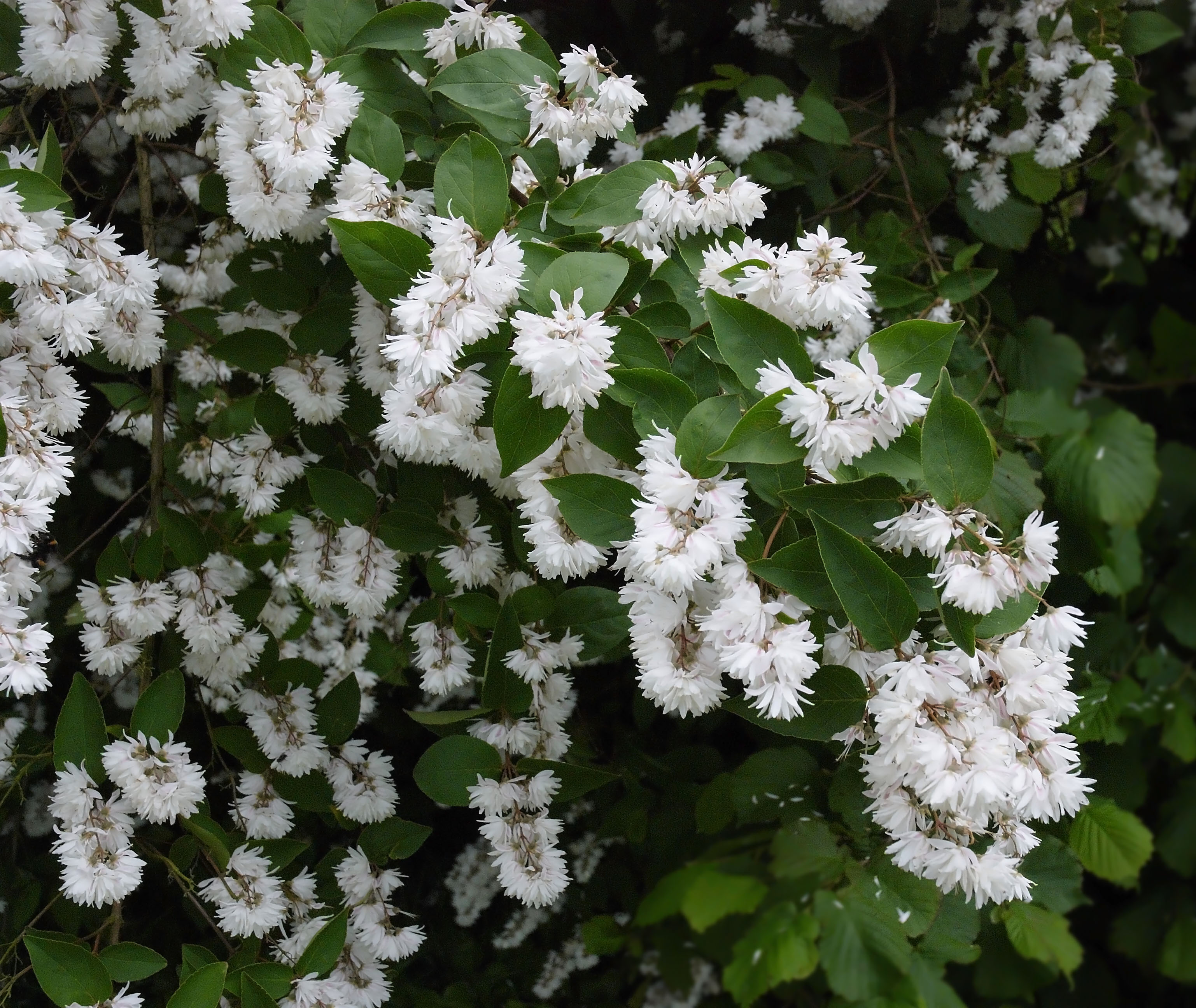
Deutzia scabra
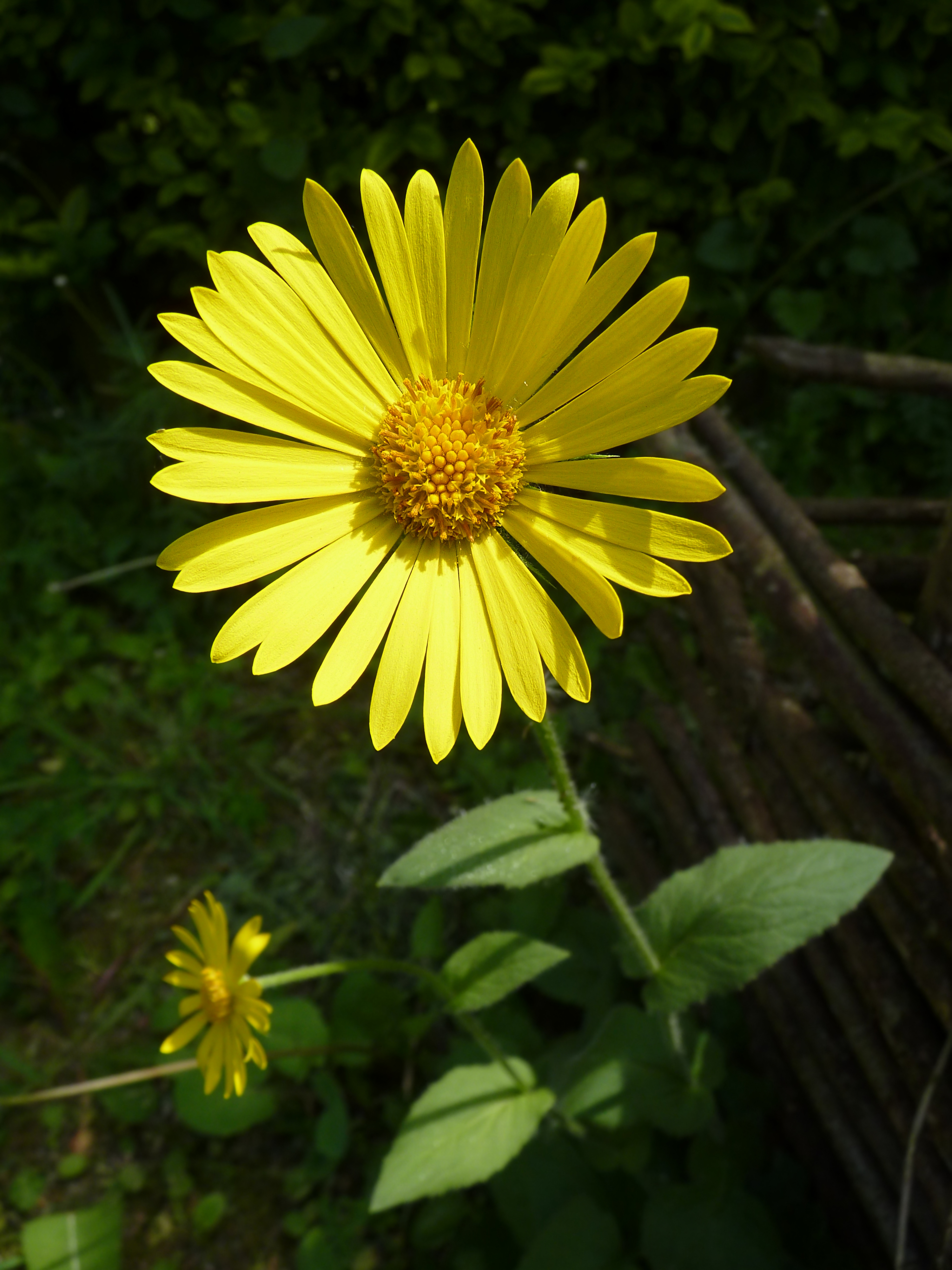
Doronicum pardalianches
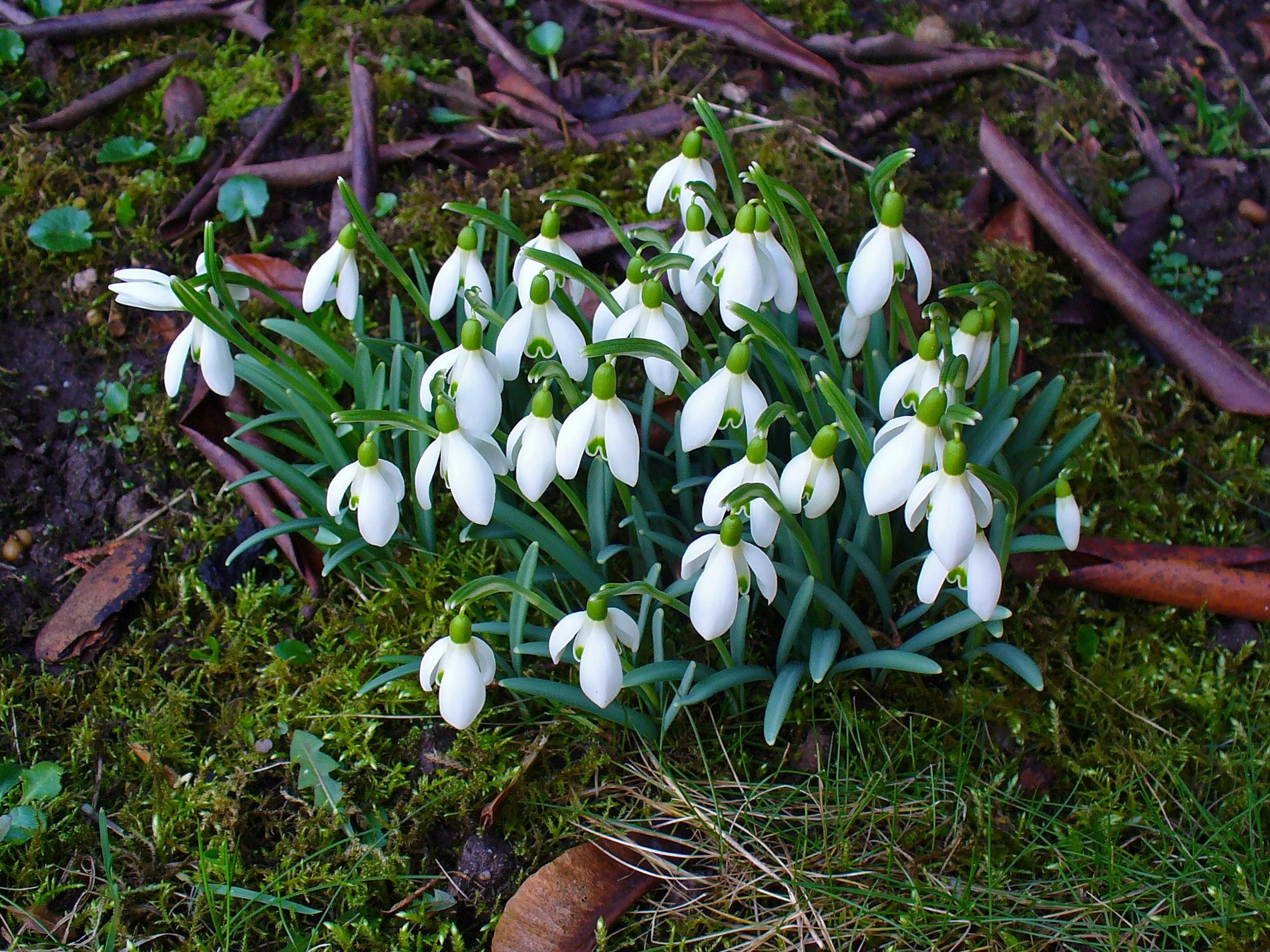
Galanthus nivalis
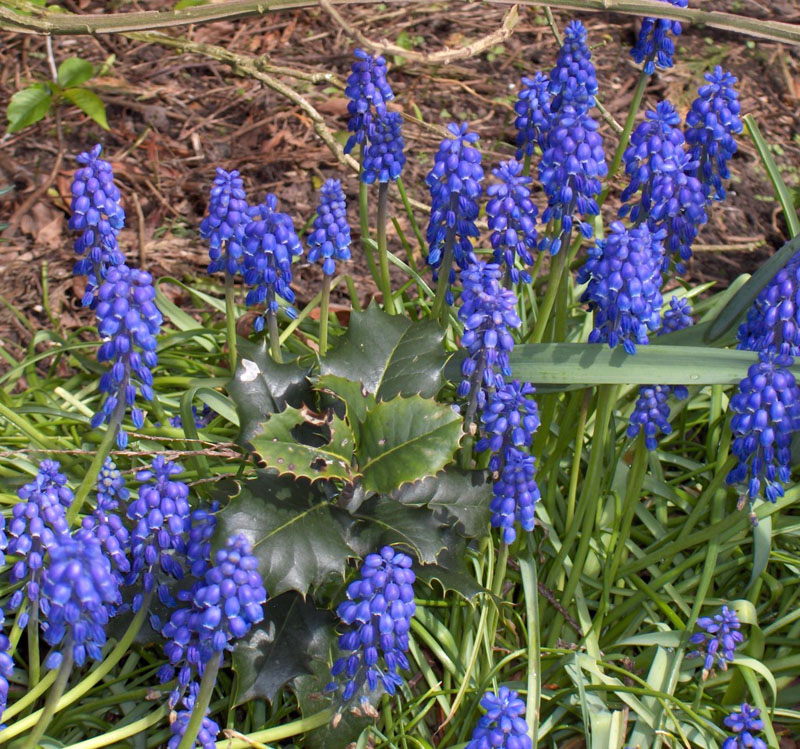
Muscari botryoides
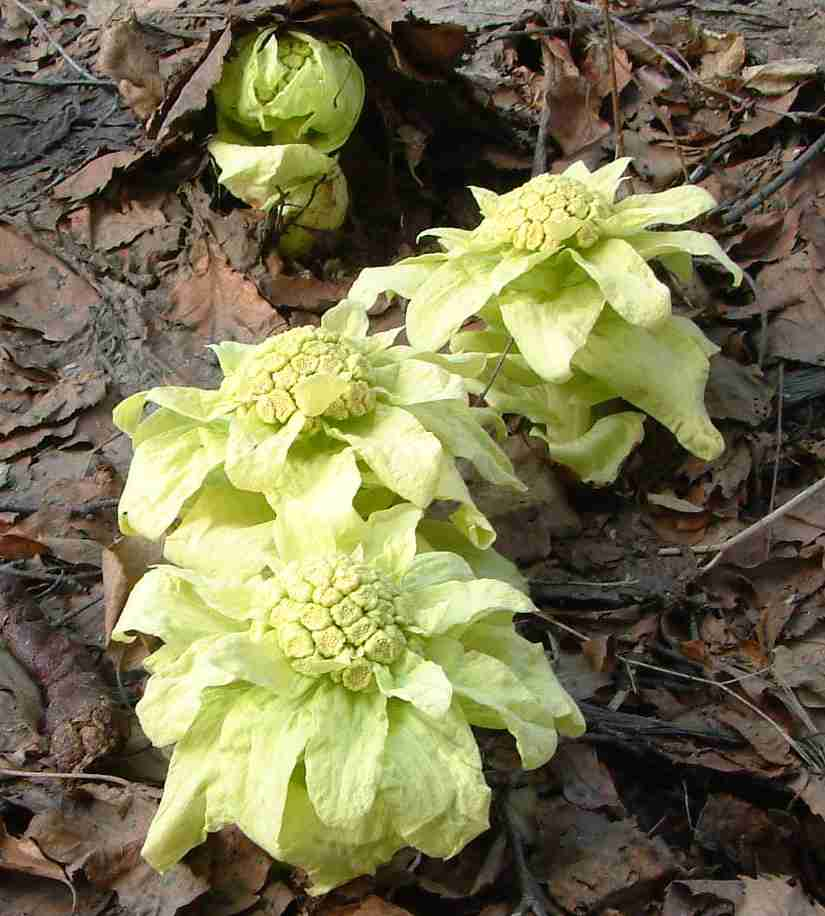
Petasites japonicus
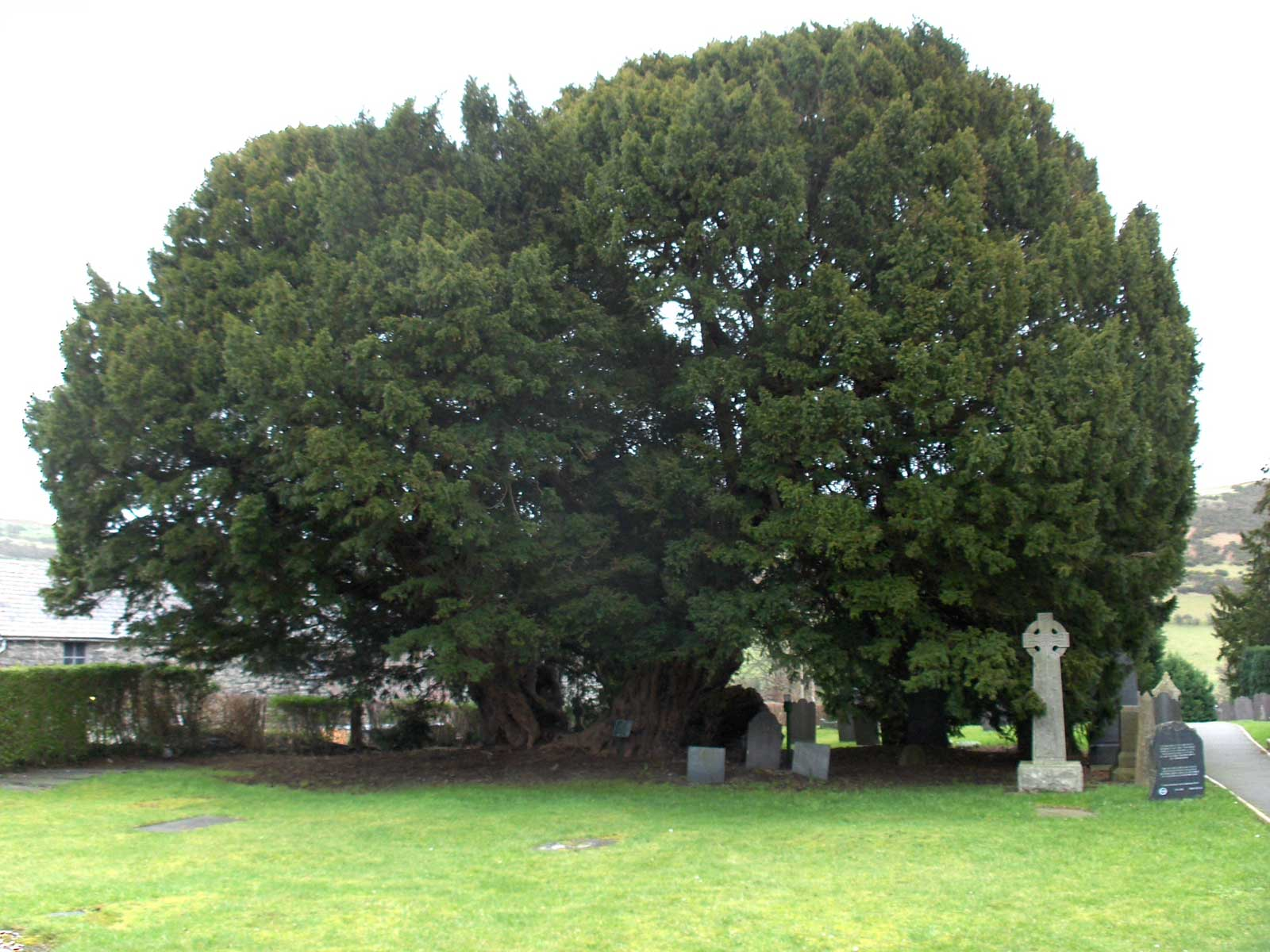
Taxus baccata